# Inca (Majorque)
Pour les articles homonymes, voir Inca.
Inca (en catalan et en castillan) est une commune d'Espagne, au centre de l'île de Majorque, dans la communauté autonome des Îles Baléares.
Elle est située dans la comarque du Raiguer.

## Géographie

Localisation de l'île Majorque dans les Îles Baléares.
Localisation d'Inca dans l'île de Majorque.
Localisation de la comarque du Raiguer dans l'île de Majorque.

## Sport
La ville dispose de son propre stade de football, le Nouveau terrain d'Inca, qui accueille la principale équipe de la ville, le Club Esportiu Constància.

## Personnalité
- Mateo Cañellas, athlète spécialiste du 1 500 mètres et homme politique espagnol est né dans cette commune en 1972.

## Honneur
Depuis le 5 février 2024, l'astéroïde (71855) Incamajorca est nommé en son honneur.